# Nialdağ
Nialdağ är ett berg i Azerbajdzjan.   Det ligger i distriktet İsmayıllı Rayonu, i den centrala delen av landet, 140 km väster om huvudstaden Baku. Toppen på Nialdağ är 2 046 meter över havet, eller 16 meter över den omgivande terrängen. Bredden vid basen är 0,36 km.
Terrängen runt Nialdağ är kuperad åt sydost, men åt nordväst är den bergig. Närmaste större samhälle är İsmayıllı, 19,4 km väster om Nialdağ.
Trakten runt Nialdağ består till största delen av jordbruksmark. Runt Nialdağ är det ganska glesbefolkat, med 35 invånare per kvadratkilometer.